# Alte Feuerwache Kolkwitz

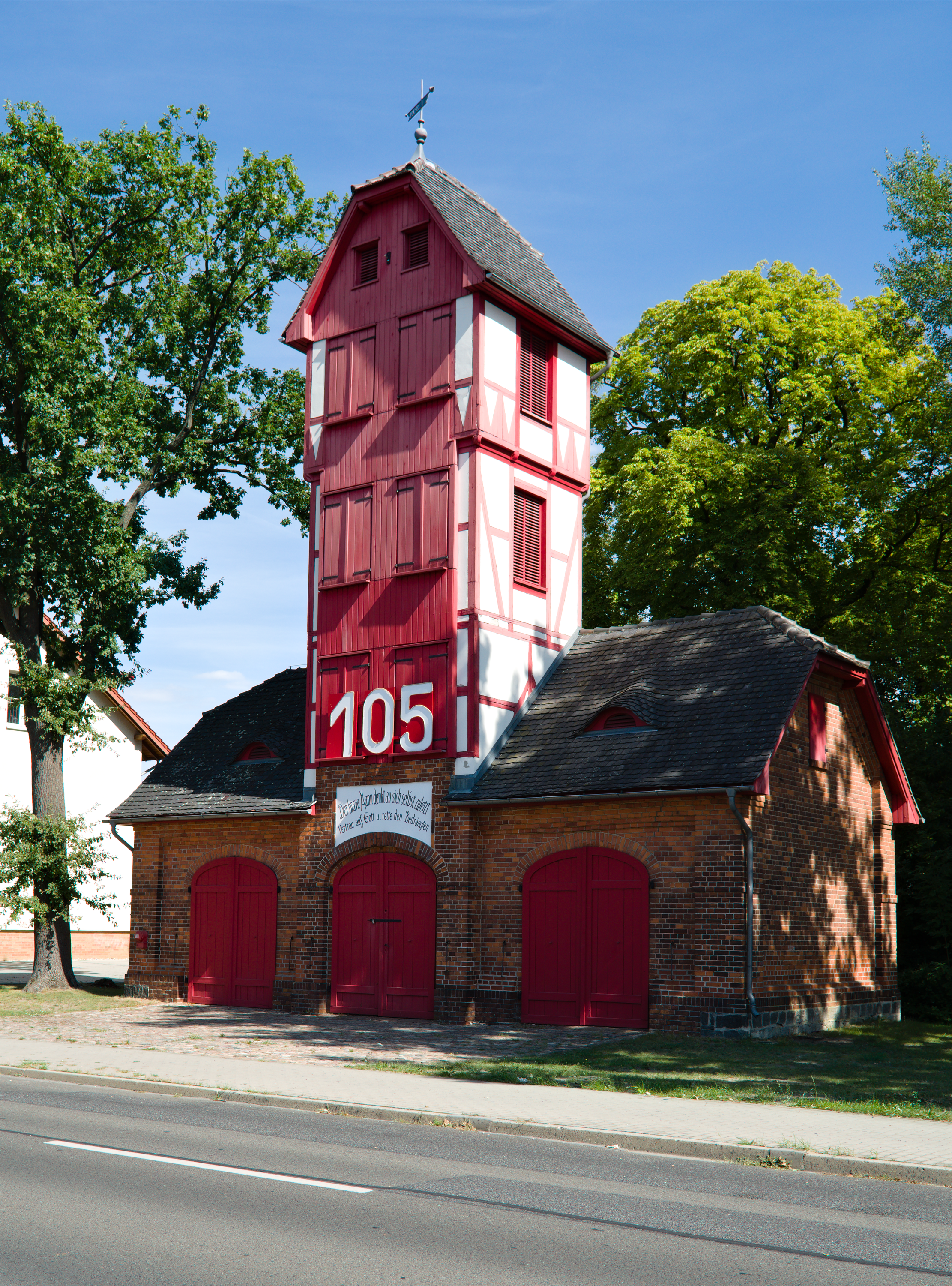
Alte Feuerwache Kolkwitz (2019)

Die Alte Feuerwache ist ein Feuerwehrhaus in der Gemeinde Kolkwitz im Landkreis Spree-Neiße in Brandenburg. Das Gebäude befindet sich in der Bahnhofstraße 108 nördlich des Kolkwitzer Ortskerns und ist ein eingetragenes Baudenkmal in der Denkmalliste des Landes Brandenburg.

## Geschichte und Architektur

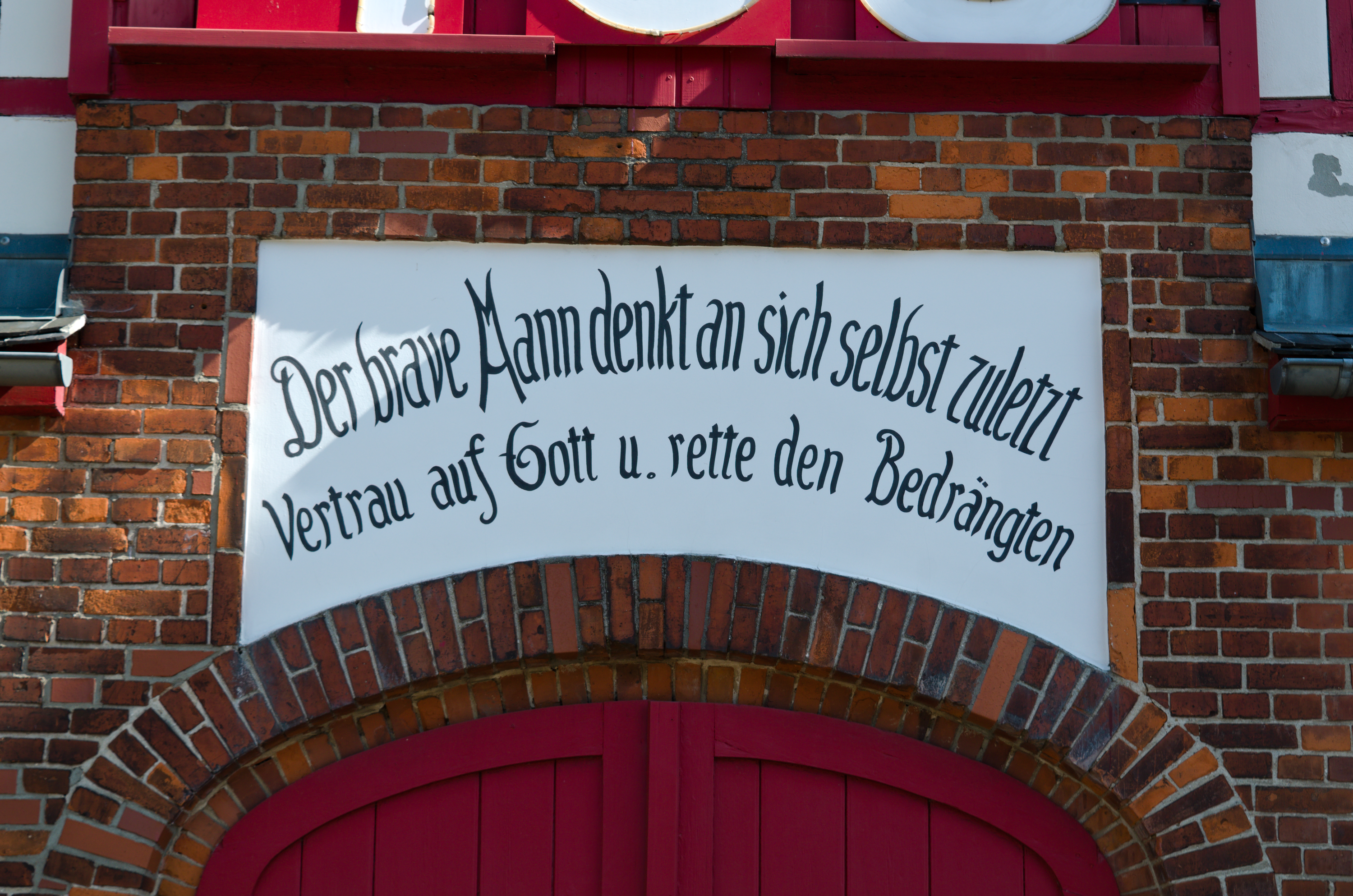
Inschrift über dem Tor (2019)

Die Freiwillige Feuerwehr in Kolkwitz wurde am 10. August 1910 mit zunächst vierzehn Mitgliedern gegründet. Im Mai 1914 beschloss der Rat der Gemeinde Kolkwitz die Bildung einer Pflichtfeuerwehr, bis Mai 1921 stieg die Zahl der aktiven Mitglieder auf 42 an. Im gleichen Jahr wurde die heute denkmalrelevante Feuerwache errichtet, am 30. Oktober 1921 konnte das Gebäude eingeweiht werden. Ab 1983 wurde am Standort der ehemaligen Schmiede nördlich der alten Feuerwache ein modernes Gerätehaus neu gebaut. 1993 wurde das alte Gerätehaus saniert.
Das Gerätehaus ist ein eingeschossiger Bau aus Ziegelmauerwerk mit drei Achsen. In der Gebäudemitte befindet sich ein dreigeschossiger Schlauchturm in Fachwerkbauweise, auf das Dach ist eine Wetterfahne mit den Jahreszahlen 1921 und 1993 aufgesetzt. Das Feuerwehrhaus hat Krüppelwalmdächer mit sehr kleinen Walmen, auf dem Dach der Fahrzeug- und Gerätehalle befinden sich Fledermausgauben. Die drei rot gestrichenen zweiflügeligen Holztore sind segmentbogig abgeschlossen. In einer Blende oberhalb des mittleren Tores befindet sich die Inschrift „Der brave Mann denkt an sich selbst zuletzt / Vertrau auf Gott und rette den Bedrängten“.